# Іванов-Сухаревський Олександр Кузьмич
Олександр Кузьмич Іванов (Сухаревський — прізвище матері; нар. 26 липня 1950, Ростов-на-Дону) — кіноактор, режисер і політик, засновник і лідер Народної національної партії (ННП), головний редактор газети «Я Руссский».

## Біографія
Дитинство з 5 до 13 років провів у НДР, де його батько був комендантом Фюрстенберга.
У 1970 році вступив на економіко-філософський факультет Ростовського державного університету, проте незабаром покинув його[недоступне посилання з 23 квітня 2022].
В 1979 закінчив режисерське відділення Всесоюзного державного інституту кінематографії, за розподілом направлений за спеціальністю на Мосфільм.
1979—1993 — актор, режисер-постановник на Мосфільмі, керівник кінофотостудії в клубі «Червоні текстильники», знімав ігрові кінофільми, писав сценарії, статті.

## Фільмографія
Актор
- 1980 — «І вічний бій. . . З життя Олександра Блока» — Олександр Блок
- 1983 — «Моментальний знімок»
- 1987 — «Корабль»

Режисер
- 1985 — «Таємниця землі»
- 1987 — «Корабль»

## Політична діяльність
У 1992—1994 роках перебував у націоналістичних партіях «Російський національний собор» та «Російська національна єдність», був акредитований у Державній Думі I скликання.
У 1994 році перебував у «Російському загальнонародному союзі», в тому ж році організував і очолив «Православну партію», яка через протест Московської Патріархії була перейменована на «Рух народних націоналістів», який, у свою чергу, у лютому 1995 року. реорганізовано до Народної національної партії. У 1995 році на виборах у державну Думу II скликання за федеральним партійним списком від своєї партії та по одномандатному округу № 195 балотувався кандидатом у депутати Державної Думи — однак не зміг вибратися, не отримавши достатньої кількості голосів.
У 2014 році записав відеозвернення на підтримку українського націоналіста Дмитра Яроша, закликавши його взяти владу в Києві та залишити Росії Крим, за що був виключений з ПВНСР.